# Rodrigo José da Rocha
Rodrigo José da Rocha (São Gabriel, 5 de abril de 1846 — Angra dos Reis, 21 de janeiro de 1906) foi um militar brasileiro.

## Biografia
Concluiu a escola da marinha em 1864 e seguiu para o Uruguai, participando do cerco de Montevidéu, na Guerra contra Aguirre, sob o comando do Almirante Tamandaré. Iniciada a Guerra do Paraguai, participou de diversas batalhas. Após a Proclamação da República, se opôs ao golpe do marechal Deodoro da Fonseca. Faleceu na tragédia do Encouraçado Aquidabã.